# Josef Bělohlav (kartograf)
Josef Bělohlav, (6. března 1882 Bavorov – 25. březen 1935 Praha) byl český geograf, kartograf a nakladatel.

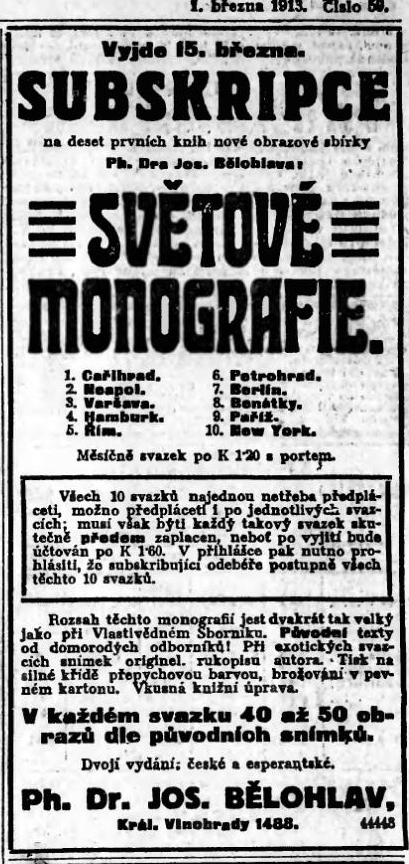
Josef Bělohlav, inzerce v Národní politice 1913

## Život

### Osobní život
Vystudoval gymnázium v Písku a poté geografii na filozofické fakultě pražské univerzity. Doktorem filozofie se stal v roce 1906 obhájením práce o historickém vývoji řeky Otavy. Poté působil jako asistent na geografickém ústavu UK, kde se specializoval na meteorologii a hydrografii.
Byl ženat s Annou Chválovskou (*1879). Později byla jeho manželkou, spoluautorkou a nakladatelkou Irena Bělohlavová (+16.1.1951 v Praze). Manželství zůstalo pravděpodobně bezdětné.

### Nakladatel
Josef Bělohlav započal vydávání rozsáhlých geografických projektů, jejichž vydávání přerušila první světová válka. Jednalo se zejména o Podrobné mapy zemí Koruny české, Systematické monografie a Vlastivědný sborník.
Pouze zahájena byla edice Světové monografie v obrazích (Pompeje) a Knihovna vlastivědného sborníku (Šumava).
Část jeho díla vydala jako nakladatelka manželka Irena Bělohlavová.

### Kartograf
Stěžejním kartografickým dílem Josefa Bělohlava jsou barevné vrstevnicové Podrobné mapy zemí Koruny české a mapy vzdáleností všech míst při silnici ležících v měřítku

## Dílo

### Podrobné mapy zemí koruny České
- Podrobné mapy zemí koruny České v měřítku 1:75.000 a mapy vzdáleností všech míst při silnici ležících (vydal František Topič, Praha, v letech 1909–1914, celkem v 53 sešitech, včetně statisticko-historického průvodce)

Každý z vydaných sešitů obsahoval mapu 1:75 000, která byla vytištěna na samostatném listu, mapu vzdáleností mezi sídly v km a textovou část, která obsahovala statisticko-historickou část od Karla Kučery a rejstřík.
Vydávání map, které počítalo celkem se 156 sešity, nebylo dokončeno. Další vydávání znemožnila první světová válka.

### Systematické monografie a Vlastivědný sborník
V těchto dvou edicích bylo vydáno:
- roč. I: Turnov, Mnichovo Hradiště, Baška (Chorvatsko), Soběslav, Jičín, Třeboň. Náchod, České Budějovice, Hluboká, Rovensko; roč. II: Sobotka, Bechyně, Písek, Klatovy, Tábor, Domažlice, Plzeň, Železná Ruda, Velké Meziřící, Jílové u Prahy, Luhačovice, Železný Brod, Moravská Ostrava, Třebechovice; roč. III: Benešov a Konopiště, Hradec Králové, Kostelec nad Orlicí, Královská Praha, Kroměříž, Kutná Hora, Olomouc, Police nad Metují, Přerov, Turnov, Rovensko a Trosky, Náchod, Moravský Kras (Systematické monografie měst, městeček a památných míst v zemích koruny české, nákladem vlastním, Praha, 1910–1912) - ročníky I a II vyšly s paralelním podnázvem "Instrua kolekto" a popisky fotografií i v esperantu
- Karlův Týn, Hranice, Český Krumlov, Česká Třebová, Frenštát a Radhošť, Jindřichův Hradec, Karlovy Vary, Křivoklát, Mělník, Pernštýn, Prachatice, Roudnice a Říp, Semily a Riegrova stezka, Štramberk, Telč, Třebíč, Třeboň, Uherské Hradiště, Zvíkov, Chrudim (spolu s Irenou Bělohlavovou), Volary (Vlastivědný sborník, vydávala Irena Bělohlavová, Praha, 1912–1913)
- Vlastivědný sborník (1913)
  - Pernštýn [12]
  - Uherské Hradiště [13]
  - Štramberk [14]
  - Přerov [15]
- Československo: obrazový průvodce po tratích československých drah (1933) [16]

### Ostatní
- Krupobití v Čechách (nákladem vlastním, 1906) [17]
- Seznam prací, pojednání a článků, jež napsal prof. dr. František Augustin (1906) – k jeho šedesátým narozeninám [18]
- Jeskynní vegetace (nákladem vlastním, 1908)
- Poměry povětrnostní a vegetační v období 1906–1907 (nákladem vlastním, 1908)
- Vliv měsíce na teplotu vzduchu (nákladem vlastním, 1908)
- Po katastrofě sicilsko-kalabrijské (nákladem vlastním, 1909)
- Praha: průvodce statisticko-historický a adresář úřadů veřejných, ústavů a jiných zřízení (vydal František Topič, Praha, 1909)
- Šumava (nákladem vlastním, 1912)
- Švédsko (nákladem vlastním, 1912)
- Pompei (vydal J. Skalák, Praha, 1913)
- Pompeje (vydala Irena Bělohlavová, Praha, 1913)
- Jáchymov, československé státní radiové lázně (česky, slovensky, německy, anglicky, francouzsky, vydalo ministerstvo veřejného zdravotnictví a tělesné výchovy, po r. 1925)
- Štrbské Pleso (česky, slovensky, maďarsky, německy, anglicky, francouzsky, maďarsky, vydalo ministerstvo veřejného zdravotnictví a tělesné výchovy, 1925)
- Tatranská Lomnica (česky, slovensky, maďarsky, německy, anglicky, francouzsky, maďarsky, vydalo ministerstvo veřejného zdravotnictví a tělesné výchovy, 1925)
- Vysoké Tatry a mapa Tater (česky, slovensky, maďarsky, německy, anglicky, francouzsky, maďarsky, polsky, vydalo ministerstvo železnic Republiky československé, 1925)
- Československo : obrazový průvodce po tratích čsl. stát. drah (česky, slovensky, maďarsky, německy, anglicky, francouzsky, maďarsky, polsky, chorvatsky, vydalo ministerstvo železnic Republiky československé, 1934)

a další publikace pro ČSD (1934)
Osobní fond Josefa Bělohlava je uložen v Archivu hl. m. Prahy.

## Zajímavost
V rámci vydavatelství Josefa Bělohlava a Ireny Bělohlavové vyšla v roce 1915 i edice série umělecká, která obsahovala erotické povídky francouzského původu, doplněné fotografiemi aktů.

## Posmrtné ocenění
27. září 1938 mu byla na rodném domě v Bavorově odhalena pamětní deska, jejímž autorem byl sochař Emanuel Kodet.